# Alexander Kohut

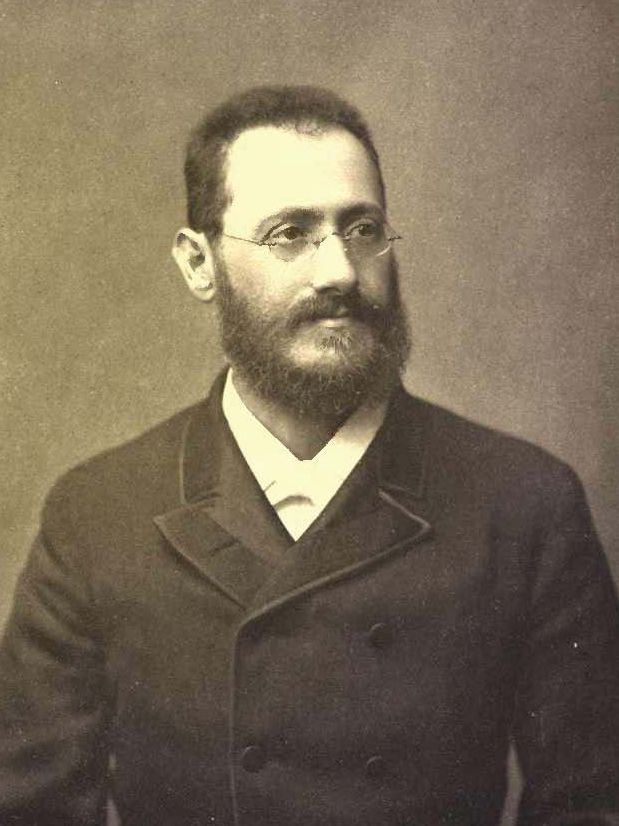
Alexander Kohut (ca. 1880)

Alexander Kohut (ungarisch: Sándor Kohut; geboren am 22. April 1842 in Kiskunfélegyháza; gestorben am 25. Mai 1894 in New York) war ein ungarischer Rabbiner. Er war Mitgründer und Dozent am Jewish Theological Seminary und verfasste vor allem das Monumentalwerk Aruch ha-schalem (auch: Aruch completum), eine kritische Neubearbeitung und Erweiterung des klassischen Talmud-Lexikons Aruch des Nathan ben Jechiel (11. Jahrhundert) aus Rom.

## Aruch ha-schalem
Alexander Kohut, Aruch completum sive Lexicon vocabula et res, quae in libris Targumicis, Talmudicis et Midraschicis continetur, explicans auctore Nathane filio Jechielis saeculi XI Doctore celeberrimo, Praeside scholarum Tamudicarum Romae; cum appendice ad discendum utili per Benjaminum Mussafiam, medicum, philosophum, philologum et physicum ad contextum Aruhinum adjuncta etc. etc.: Das Werk umfasste acht Folio-Bände und einen Supplement-Band und erschien Wien/New York 1878–1892. Es ist heute vor allem für die Textkritik wichtig. Alexander Kohut hat Berichten zufolge 25 Jahre hindurch täglich 12 bis 16 Stunden daran gearbeitet und dem Erscheinen dieses Werkes aus Mangel an finanzieller Unterstützung auch sein Vermögen geopfert. Bereits 1873 war es auf Deutsch als Kommentar zum Aruch des Nathan verfasst; auf Anraten von Leopold Zunz und Martin Buber schrieb er es dann auf Hebräisch als Ergänzung des vorliegenden Aruch um. Eine vollständige Neuausgabe erschien in Wilna 1910 bis 1912, ein Reprint der ersten Ausgabe 1926.
1937 erschienen Ergänzungen zum Werk: Alexander Kohut, Additamenta ad Aruch Completum (herausgegeben von S. Krauss, Wien 1937).

## Leben
Alexander Kohut war der Bruder des Lexikographen und Kompilators Adolph Kohut (1848–1917); er war einer der größten orientalistischen Lexikographen, ein hervorragender Theologe, Orientalist und Kanzelredner und engagierte sich als Pädagoge für die jüdische Jugend. Er absolvierte als Sohn armer Eltern das katholische Gymnasium in Pest mit Auszeichnung. Seit 1861 befand er sich zur Ausbildung am Jüdisch-Theologischen Seminar in Breslau (dort unterrichteten u. a. Zacharias Frankel, Heinrich Graetz, Jakob Bernays und Benedikt Zuckermann), an der Universität Breslau hörte er die Orientalisten Magnus und Schmölders und wurde 1867 in Leipzig mit der Schrift Über die jüdische Angelologie und Dämonologie in ihrer Abhängigkeit vom Parsismus honoris causa promoviert. 
1867 erhielt er auch das Rabbinerdiplom und wurde als Nachfolger von Josef Gugenheimer, eines Schwiegersohns von Samson Raphael Hirsch, zum Rabbiner nach Székesfehérvár (Stuhlweißenburg) berufen. Alsbald ernannte ihn Unterrichtsminister Baron Eötvös zum Inspektor sämtlicher jüdischer Schulen im Komitat. Aufgrund seiner wissenschaftlichen Arbeiten wurde er 1869 als Mitglied der ungarischen Akademie vorgeschlagen; bei seiner wissenschaftlichen Tätigkeit wurde er vom ungarischen Dichter und einflussreichen Kulturpolitiker János Arany unterstützt und gefördert. Alexander Kohut konnte in Ungarn erfolgreich darauf hinwirken, die Notwendigkeit eines Rabbinerseminars aufzuzeigen, das dann 1877 in Budapest eröffnet werden konnte. 
1874 wurde Alexander Kohut durch den damaligen Gemeindevorsteher Adolph Engel de Jánosi als Oberrabbiner nach Pécs (Fünfkirchen) berufen; seit 1882 war er Oberrabbiner in Nágyvárad (Großwardein).
1885 wurde er zum Nachfolger des früh verstorbenen Rabbiners Adolf Huebsch nach New York berufen, und zwar als Prediger der Ahawath Chesed-Gemeinde, wo er den Ausgleich zwischen Neoorthodoxie und Reformjudentum suchte. Kohut nahm auch an der richtungsentscheidenden Pittsburgh-Konferenz (1885) teil. Er war Gegner einer extremen Reform, wie sie Kaufmann Kohler vertrat.
1887 gründete Alexander Kohut gemeinsam mit Sabato Morais, dem Rabbiner in Philadelphia, das Jewish Theological Seminary in New York, die Keimzelle des konservativen Judentums in Amerika; am Seminary übernahm Kohut den Lehrstuhl für Talmudstudien, den er bis zu seinem Tode behielt. Darüber hinaus war er Mitgründer der Jewish Publication Society, die sich der Veröffentlichung jüdischer Werke widmete. Im Jahr 1894 verstarb Alexander Kohut in New York.
1915 schenkte Alexander Kohuts Sohn George Alexander Kohut der Universität Yale einen großen Teil der kostbaren Bibliothek seines Vaters und errichtete im Zusammenhang damit an derselben Universität eine gut dotierte Stiftung Alexander Kohut Memorial Publication Fund zur Herausgabe von Forschungswerken zur Semitistik.
Alexander Kohut war in zweiter Ehe mit Rebekka Kohut, geb. Bettelheim, verheiratet, die in der amerikanischen Wohlfahrtspflege sehr engagiert und eine prominente Persönlichkeit, u. a. auch Präsidentin des Weltbundes Jüdischer Frauen war (sie verfasste die Autobiographie My Portion, 1925, und berichtete darin auch über ihre Ehe mit Alexander Kohut).

## Schriften
- Kritische Beleuchtung der persischen Pentateuch-Uebersetzung des Jacob ben Joseph Tavus: unter stetiger Rücksichtnahme auf die aeltesten Bibelversionen. Ein Beitrag zur Geschichte der Bibel-Exegese. Leipzig und Heidelberg, C. F. Winter, 1871.
- Etwas über die Moral und die Abfassungszeit des Buches Tobias, 1872 (seinem Jugendlehrer, dem Hebraisten Heinrich Deutsch, gewidmet)
- Geschichte der Judenheit seit Schluss der Bibel bis auf die Gegenwart, 1881 (ungarisch, für Schulzwecke verfasst)
- The Ethics of the Fathers, 1885 (Sammlung diverser Predigten in Ungarisch, Deutsch und Englisch, hrsg. von seinem Freund Max Cohen; 2. Aufl. 1920 plus Biographie Memoir of Alexander Kohut)
- Moses Mendelssohn und Rector Damm. New York 1892.
- Handschriftlich hinterließ Alexander Kohut u. a. eine Sammlung von 5000 Zitaten talmudischer Ethik (Text, Übersetzung, Fundorte, Parallelstellen) sowie das Material zu einem talmudisch-persischen Wörterbuch

## Gedenkschriften
- 1894 erschien in New York, herausgegeben von Kohuts Gemeinde unter dem Titel Tributes to the Memory of Rev. Dr. Alexander Kohut, eine Zusammenstellung der über ihn gehaltenen Ansprachen und Gedenkreden anlässlich seines Todes, versehen mit einem Vorwort seines Sohnes Georg(e) A. Kohut sowie einer ebenfalls von seinem Sohn erstellten Bibliographie der Schriften des Vaters
- 1897 erschien in Berlin, ebenfalls unter der Redaktion des Sohnes George A. Kohut, eine 700-seitige Gedenkschrift unter dem Titel Semitic Studies in Memory of Rev. Dr. Alexander Kohut zur Würdigung der wissenschaftlichen Bedeutung Alexander Kohuts, woran sich über vierzig bekannte Orientalisten und Theologen in Europa und Amerika beteiligt haben; diese Gedenkschrift enthielt auch eine ausführliche Biographie Alexander Kohuts aus der Feder seines Bruders Adolph.